# 吉爾福德 (康乃狄克州)
吉爾福德（英語：Guilford）是一個位於美國康乃狄克州新哈芬縣的城鎮。

## 地理
吉爾福德的座標為41°17′00″N 72°41′00″W / 41.28333°N 72.68333°W，而該地的平均海拔高度為17米（即56英尺）。

## 人口
根據2010年美國人口普查的數據，吉爾福德的面積為128.80平方千米，當中陸地面積為121.90平方千米，而水域面積為6.90平方千米。當地共有人口22227人，而人口密度為每平方千米172.57人。